# Theudebert bajor herceg
Theudebert (vagy Theodebert, Theotpert, III. Theodo; kb. 685 - 716 után) a bajor törzsi hercegség társuralkodója volt 702-től apja, 717-től testvérei mellett. 

### Élete
Theudebert az Agilolfing-házból származott, apja II. Theodo bajor herceg, anyja a frank Folchaid volt. Legidősebb fiúként Theodo 702 körül társuralkodóként maga mellé vette. 711-ben betegsége miatt átadta a hercegség kormányzását fiának, de felépülése után vissza is vette; ebben egy Lorch elleni avar támadás is szerepet játszhatott. Ezt követően a herceg szétosztotta országát négy fia között nagyjából a később kialakított püspökségek határai szerint: Theudebert a Salzburg központú részt kapta, Grimoald Freisinget, Theudebald Regensburgot, Tassilo Passaut. Nem sokkal apjuk halála után kitört a testvérháború, 717/18 körül Grimoald elfoglalta a hercegség fővárosát, Regensburgot és kiűzte onnan Theudebaldot. A négy fiú harcában Theudebert meghalhatott, mert ezt követően többé nem említik. 
Theudebert Regintrudot vette feleségül. Két gyermekük született: Hugbert a nagybátyja, Grimoald 725-ös halála után az újraegyesített Bajorország hercege lett; lánya, Guntrude Liutprand longobárd királyhoz ment feleségül (más elképzelés szerint Guntrude Theudebert húga volt).   

## Fordítás
- Ez a szócikk részben vagy egészben  a   Theudebert (Bayern) című német Wikipédia-szócikk ezen változatának fordításán alapul.  Az eredeti cikk szerkesztőit annak laptörténete sorolja fel. Ez a jelzés csupán a megfogalmazás eredetét és a szerzői jogokat jelzi, nem szolgál a cikkben szereplő információk forrásmegjelöléseként.